# 斡齐尔博罗特
斡齐尔博罗特（1490年？—？），又作阿赤赖台吉、瓦齐尔博罗特、乌达博罗特等，孛儿只斤氏，达延汗第五子。

## 生平
母亲满都海哈屯，《蒙古黄金史》称他是阿尔楚博罗特的孪生兄弟。达延汗统一蒙古后，被授予克什克腾部领主，为左翼察哈尔万户五大营之一。驻在蓟州镇边外，死后其子打赖台吉嗣位。玄孙索诺木被清朝封为克什克腾旗札萨克一等台吉。

## 子孙
- 打赖台吉
  - 打儿汗台吉赛那拉
    - 土麦台吉沙喇勒达
      - 麻那呼台吉
        - 索诺木

  - 威敬台吉
    - 哈味七庆台吉